# Athlone
Athlone (en irlandés: Baile Átha Luain) es una población situada casi en el centro (ligeramente hacia el noroeste) de la isla de Irlanda, en la frontera entre los condados irlandeses de Roscommon y Westmeath, también entre los de Longford y Offaly que tiene muy cerca, y también en la frontera entre las provincias de Connacht y Leinster. Se sitúa junto al río Shannon, en el extremo sur del lago Ree.

## Lugares de interés
El edificio más representativo de Athlone es su castillo y actualmente museo, está situado a orillas del río Shannon. Tiene una gran importancia histórica ya que fue asediado durante la batalla de Athlone, que enfrentó a católicos y protestantes, su importancia estratégica se debe a que posee uno de los pocos puentes que hay en la zona para cruzar el río Shannon, y su ubicación justo al sur de lago Ree lo convierte en un punto de interés estratégico.  Otro edificio digno de mencionar es la iglesia de San Pedro y San Pablo (St. Peter and St. Paul) que, por su gran tamaño, frecuentemente se confunde con una catedral y que se sitúa a pocos metros del castillo y junto al puente (ver foto).
Al este del río, no se encuentran edificios de carácter histórico, excepto la iglesia de Santa María (St Mary), puesto que es la zona de restaurantes, escuelas y el centro comercial.
Más reciente es el AIT (Athlone Institute of Technology) ubicado a las afueras de la ciudad en la parte este.
En Athlone podemos encontrar, asimismo, el pub más antiguo de Europa, llamado hoy en día Sean's Bar. Data del año 900 d. C. según confirma la organización Guiness World Records, sobrepasando así en varios centenares de años los bares más antiguos todavía en pie de Europa.

## Situación geográfica
Aunque Athlone pertenece al condado de Westmeath, este solamente abarcaba la orilla este del Shannon, con lo que edificios como el castillo se encontraban en el condado de Roscommon. Posteriormente se amplió el condado para que abarcase toda la ciudad pero ésta siguió creciendo y actualmente Monksland, el barrio más occidental, se encuentra fuera de los límites administrativos de Westmeath.

## Comunicaciones
La ciudad está muy bien comunicada siendo un nudo de ferrocarriles y un muelle importante dentro del río Shannon (navegable para pequeñas embarcaciones), estando circunvalada por la autopista N6 (Dublín-Galway). 

## Personajes famosos
El personaje histórico más importante nacido en Athlone es el tenor John McCormack (1884-1945) bautizado en la iglesia de Santa María (St Mary's Church) en la misma ciudad. El político más importante de esta localidad fue Thomas Power O'Connor (1848 - 1929), que trabajó casi cincuenta años en el parlamento irlandés. Como escritor destaca John Broderick, autor de novelas como The Fugitives, The Pride of Summer o London Irish. Seán William McLoughlin (1990-) es uno de los creadores de contenido más conocido del Reino Unido, y de toda la comunidad angloparlante, en la plataforma de videos YouTube, bajo el nombre de Jacksepticeye con más de 20 millones de suscriptores. Actualmente reside en Brighton